# Powder Blue
Powder Blue är en amerikansk dramafilm från 2009, regisserad av Timothy Linh Bui.

## Medverkande
- Jessica Biel - Rose-Johnny
- Forest Whitaker - Charlie
- Patrick Swayze - Velvet Larry
- Ray Liotta - Jack Doheny
- Lisa Kudrow - Sally
- Eddie Redmayne - Qwerty Doolittle
- Kris Kristofferson - Randall
- Alejandro Romero - Lexus
- Chandler Canterbury - Billy